# Třída Queen Elizabeth (CVF)
Třída Queen Elizabeth je třída letadlových lodí Britského královského námořnictva. Skládá se ze dvou jednotek, zařazených do služby v letech 2017 a 2019.

## Stavba

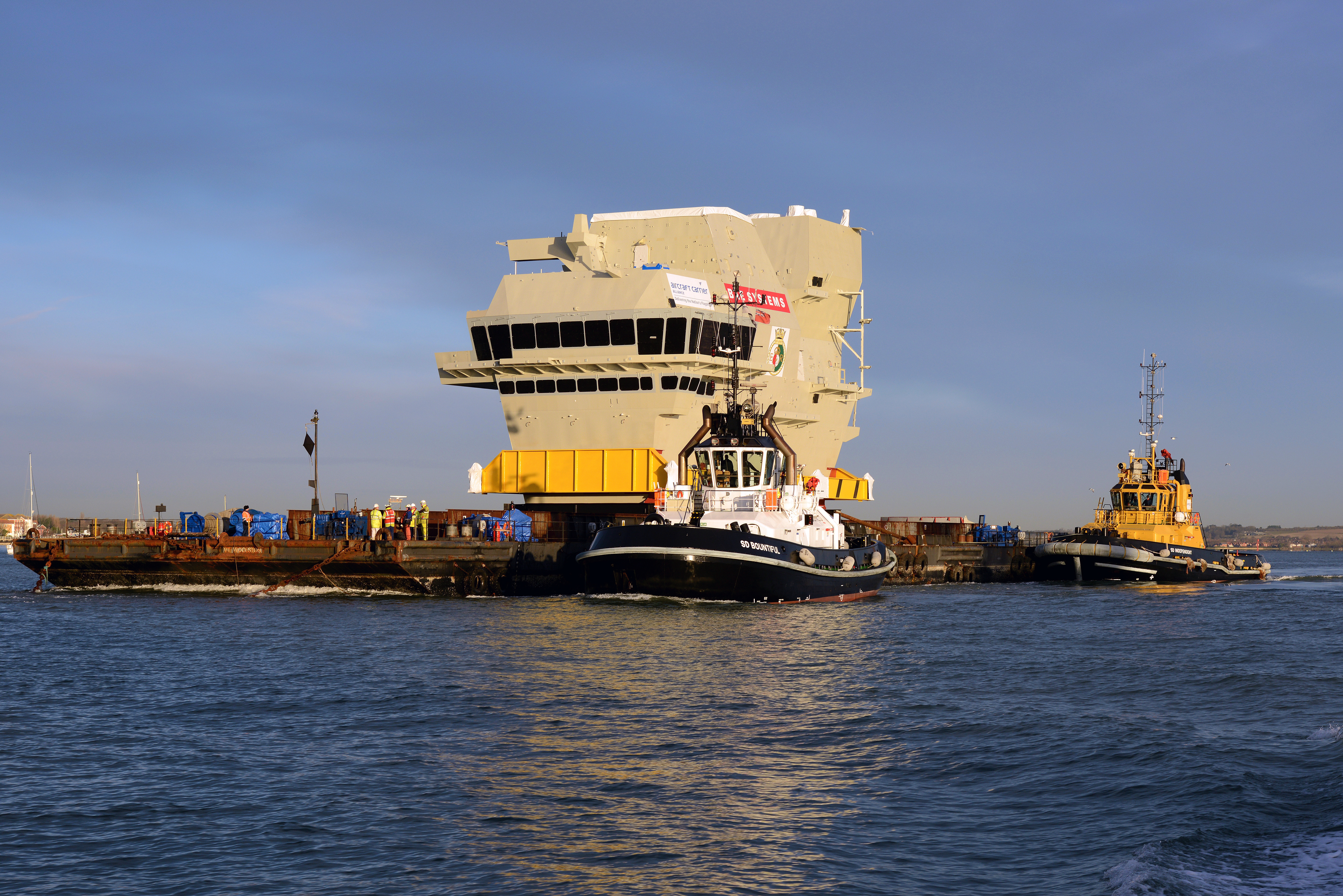
Přeprava hotového můstku HMS Queen Elizabeth v roce 2013

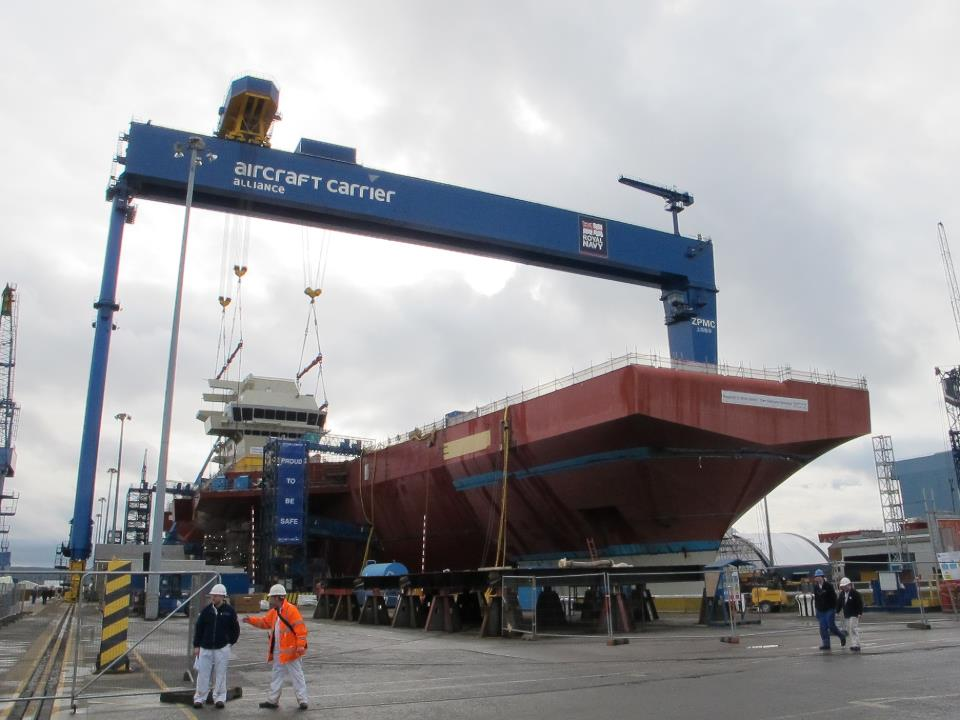
Rozestavěná Queen Elizabeth v roce 2013

Smlouva o výstavbě plavidel byla oznámena 25. července 2007. Kvůli ceně a restrukturalizaci Royal Navy byla výstavba o několik let opožděna. Konečná cena byla odhadnuta na 3,9 miliard liber. Smlouvy byly oficiálně podepsány o rok později, tedy 3. července 2008 poté, co byla vytvořena společnost BVT Surface Fleet spojením BAE Systems Surface Fleet Solutions a VT Group, což bylo požadavkem britské vlády.
Pro použití na lodích třídy Queen Elizabeth byla původně plánována vojenská letadla s krátkým vzletem a vertikálním přistáním (STOVL) typu F-35B. V roce 2010 britská vláda místo toho dala předběžně přednost použití klasické palubní verze F-35C. V souvislosti s tím byla koncepce pro loď Prince of Wales změněna na použití letadel startujících pomocí katapultu a přistávajících pomocí zádržných systémů - CATOBAR. Do prosince 2011 přitom nebylo jisté, zda Queen Elizabeth bude také přestavěna na tuto tradiční koncepci. V květnu 2012 bylo z finančních a časových důvodů definitivně rozhodnuto ve prospěch původní konfigurace STOVL u obou plánovaných plavidel. Tyto dvě letadlové lodě mají resp. budou mít shodný výtlak 65 000 tun, jsou resp. budou obě 280 m dlouhé a ponesou až 40 vojenských letadel. Budou tedy zdaleka největšími válečnými loděmi, které kdy byly pro Royal Navy postaveny.
Jednotky třídy Queen Elizabeth:
| Jméno                     | Zahájení stavby  | Spuštěna          | Vstup do služby   | Status  |
| ------------------------- | ---------------- | ----------------- | ----------------- | ------- |
| HMS Queen Elizabeth (R08) | 7. července 2009 | 17. července 2014 | 7. prosince 2017  | aktivní |
| HMS Prince of Wales (R09) | 26. května 2011  | 21. prosince 2017 | 10. prosince 2019 | aktivní |

## Konstrukce

### Obecné charakteristiky

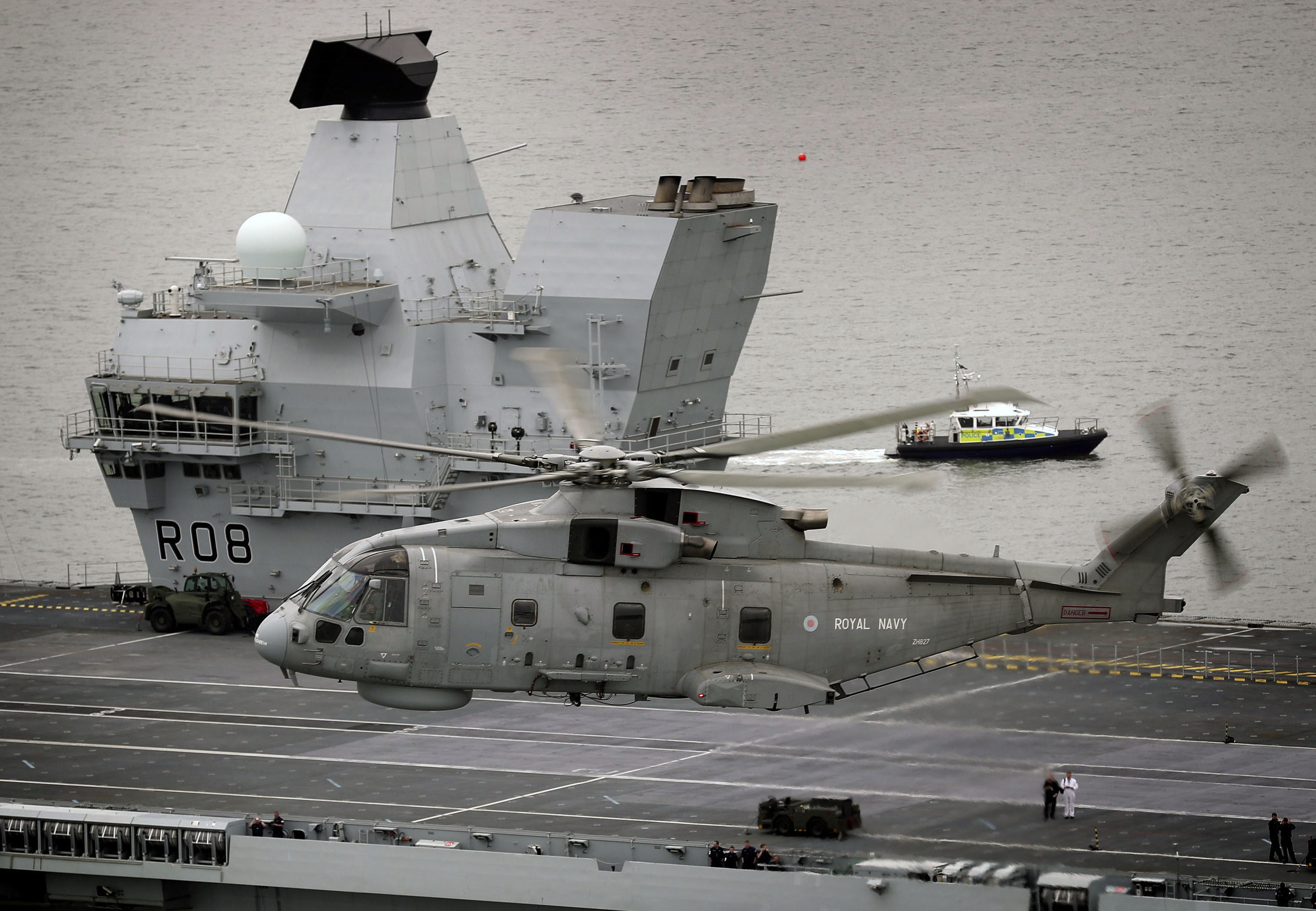
Můstek Queen Elizabeth s vrtulníkem Merlin HM.2

Posádku lodi bude tvořit 679 lidí. S leteckým personálem vzroste počet lidí na palubě až na 1 600. Při plném výtlaku lodí 65 000 tun bude jejich celková délka 280 m. Šířka lodí bude 70 m, jejich výška bude 56 m a ponor bude 11 m při dosahu 10 000 námořních mil. Maximální rychlost bude 25 uzlů (46 km/h). O výkon se budou starat dvě plynové turbíny Rolls-Royce Marine Trent MT30 o výkonu 36 MW (48 000 koňských sil) a čtyři dieselové generátory. Dva o výkonu 9 MW (12 000 koňských sil) a dva o výkonu 11 MW (15 000 koňských sil). Turbíny Trent a dieselové generátory jsou vůbec největší pohonné jednotky, které byly v Royal Navy použity. Společně budou napájet nízkonapěťový systém, který se stará o elektrický pohon motoru, jenž pohání dvě hřídele.
Na letové palubě, jejíž velikost odpovídá třem fotbalovým hřištím jsou dvě věže, namísto tradiční jedné velké. Přední věž slouží k ovládání funkcí lodi, zatímco zadní věž slouží pro řízení letového provozu. Lodní hangár má rozměry 155 × 33,5 m a 6,7 - 10 m na výšku. Je dostatečně velký na to, aby pojal dvacet letadel nebo vrtulníků. K přepravě strojů z hangáru na letovou palubu budou mít lodě dva obrovské výtahy. Každý z těchto výtahu je schopen z hangáru na palubu přepravit dvě F-35 za 60 sekund. K obraně lodi proti vzdušným silám budou sloužit tři americké 20mm hlavňové systém blízké obrany Phalanx. Proti útokům na moři lodě chrání čtyři 30mm automatické kanóny DS30M a 7,62 mm rotační kulomety M134 Minigun.

### Systémy

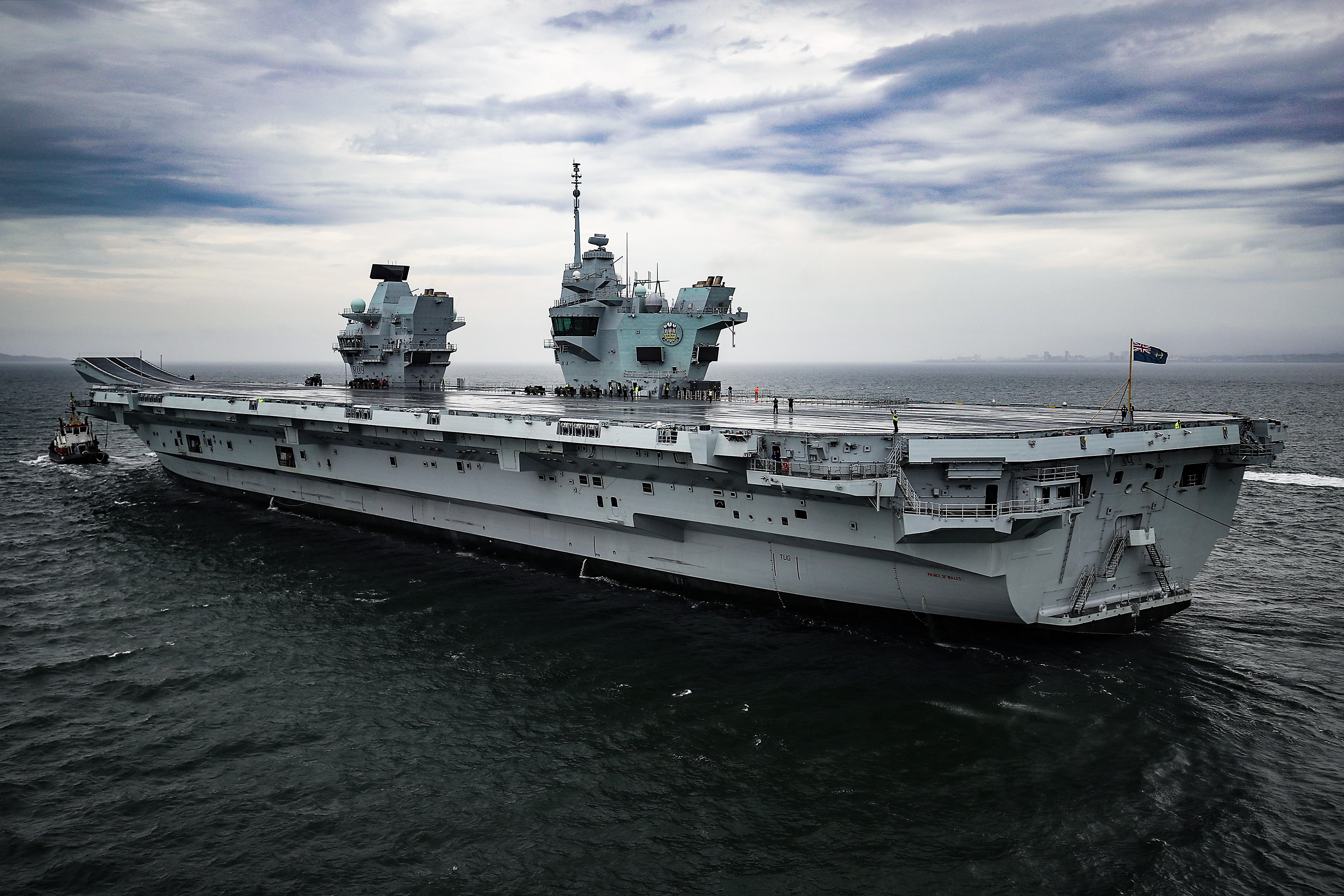
Prince of Wales

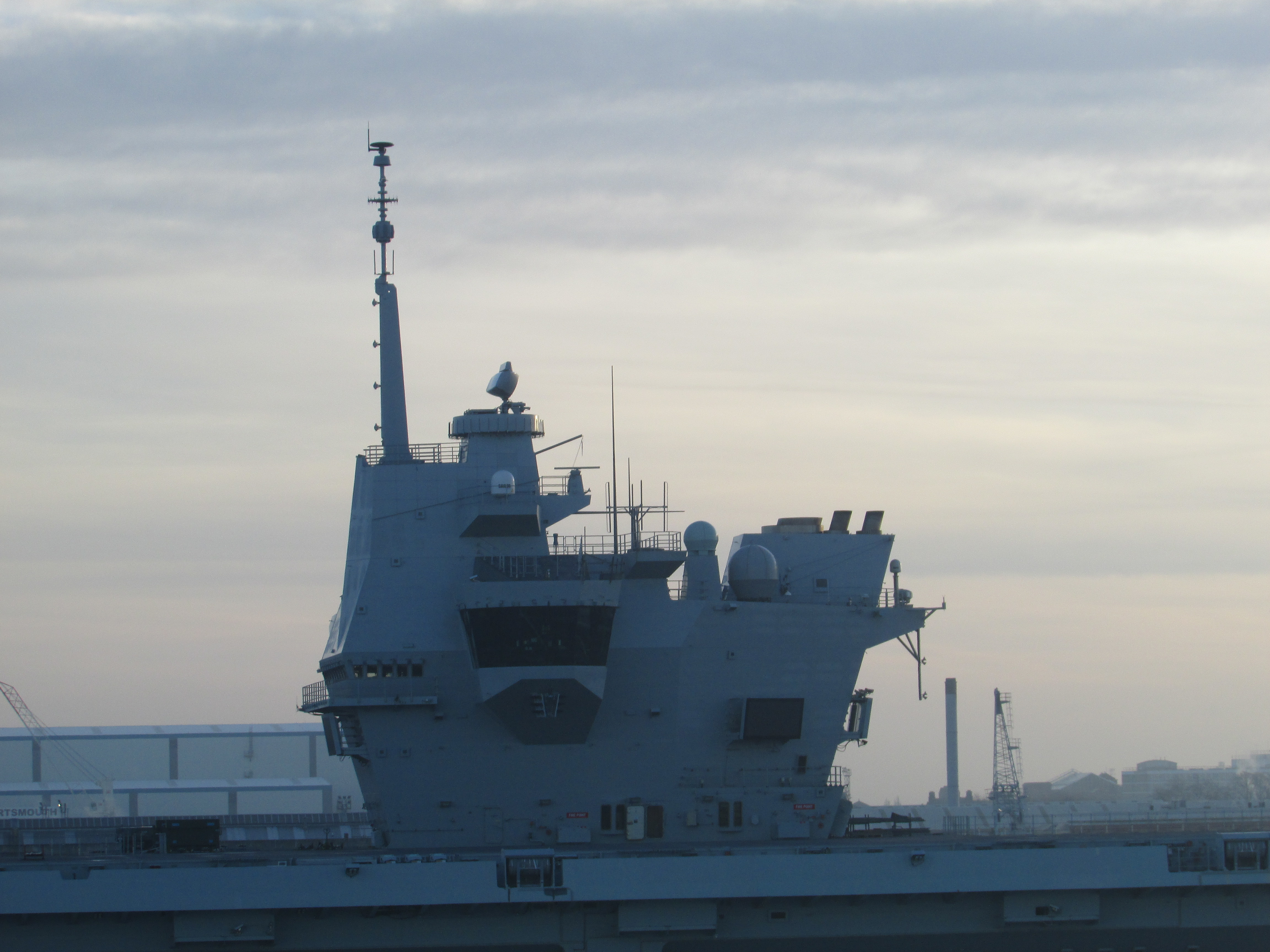
Zadní věž Queen Elizabeth sloužící pro řízení letového provozu

Na lodích budou instalovány radarové systémy S1850M od společnosti BAE Systems. Stejné systémy jsou namontované na torpédoborcích třídy Daring. Radary jsou schopné prohledávat rozsáhlé vzdálenosti. Na lodích se také objeví radary se středním dosahem Artisan 3D maritime od stejné společnosti. BAE tvrdí, že systém S1850M má plně zautomatizovanou detekci, a že tento systém dokáže zahájit sledování až jednoho tisíce vzdušných cílů v dosahu 400 km. Systém Artisan je zase schopen sledovat cíle o velikosti snookerové koule do vzdálenosti 20 km. Tento systém bude rovněž namontován na fregaty třídy Typ 23 Norfolk, na výsadkové lodě Albion (L14), Bulwark (L15) a HMS Ocean. Zároveň budou tyto lodě vybaveny elektrooptickými systémy (EOS) a kamerovými systémy (GPC).
Manipulace se střelivem a municí bude prováděna pomocí mechanizovaného zbraňového systému HMWHS. Toto je první námořní použití běžného pozemního skladového systému. HMWHS pohybuje municí, která je na paletách, od zásobníků po jednotlivé zbraně, po kolejích a s pomocí několika výtahů munici dostane dopředu a dozadu nebo na pravobok a levobok lodi. Po kolejích tedy lze zbraně přepravit do hangáru, popřípadě na letovou palubu. Tímto vzniká nový postup, při kterém je lidská síla zapotřebí pouze na uložení nebo přípravu munice. Pohyb palet je řízen z centrálního střediska. Díky tomuto systému se zrychlí dodávky a redukuje se počet lidí z posádky nutných pro tuto práci.

### Vybavení pro posádku
Na lodích se budou nalézat kina, fitness centra a 4 lodní kuchyně, které budou zaměstnávat 67 členů posádky. K dispozici budou čtyři velké jídelny. Největší z nich je schopna servírovat 960 jídel za jednu hodinu. Lékařská zařízení budou zahrnovat operační sál a zubní chirurgii. Na osm lůžek připadá 11 lidí ze zdravotního personálu.